# Sepp Schneider
Sepp Schneider (3 giugno 1991) è un ex combinatista nordico austriaco.

## Biografia
In Coppa del Mondo ha esordito l'11 febbraio 2012 ad Almaty (30º) e ha ottenuto l'unico podio il 31 gennaio 2015 in Val di Fiemme (3º).
Ha debuttato ai Campionati mondiali a Falun 2015, dove si è classificato 5º nella gara a squadre dal trampolino normale, 7º nella sprint a squadre dal trampolino lungo e 13º nel trampolino lungo.

## Palmarès

### Coppa del Mondo
- Miglior piazzamento in classifica generale: 32º nel 2014
- 1 podio (a squadre):
  - 1 terzo posto